# 禪寺丸柿
禪寺丸柿子（ぜんじまるがき），日本川崎市原產的柿的一栽培種。別名王禪寺丸柿。 它被認為是日本最古老的甜柿。果實小而圓，果肉有木紋狀的斑點。